# Charles Pedersen
Pour les articles homonymes, voir Pedersen.
Charles John Pedersen (3 octobre 1904 – 26 octobre 1989) est un chimiste organicien américain renommé pour avoir décrit des méthodes de synthèse des éthers-couronne. Jean-Marie Lehn, Donald J. Cram et lui sont colauréats du prix Nobel de chimie de 1987 « pour leur élaboration et leur utilisation de molécules exerçant, du fait de leurs structures, des interactions hautement sélectives ».

## Biographie
Né en 1904 à Pusan en Corée d'un père norvégien et d'une mère japonaise, Pedersen arrive aux Etats-Unis en 1922 pour étudier le génie chimique à l'Université de Dayton dans l'Ohio. Après l'obtention de son bachelor of science, il part étudier au MIT où il obtient un master en chimie organique. Bien que ses professeurs l'aient encouragé à effectuer un doctorat, Pedersen préféra travailler dans l'industrie, en partie pour s'affranchir financièrement de son père. Il est l'une des rares personnes à avoir obtenu un prix Nobel sans être diplômé d'un doctorat.
En 1927, Pedersen commence sa carrière dans l'entreprise DuPont où il y effectuera la totalité de sa carrière pendant 42 ans, prenant sa retraite à 65 ans. Chez DuPont, il publie 25 articles scientifiques et dépose 65 brevets. En 1967 il publie deux articles décrivant les synthèses d'éthers-couronne. Ces molécules cycliques, en forme de donut, forment des complexes extrêmement stables avec les cations alcalins. En 1987, il partagea le prix Nobel de chimie avec Donald J. Cram et Jean-Marie Lehn pour leurs travaux dans le domaine de la chimie supramoléculaire.
Pedersen apprend qu'il souffre d'un myélome en 1983, et malgré sa faiblesse croissante, il ira à Stockholm recevoir le Prix Nobel fin 1987. Il reçoit peu de temps après la "medal for excellence" de DuPont.